# Суадыш
Суадыш — река в России, протекает по Мурманской области. Устье реки находится в 48 км по правому берегу реки Вува. Длина реки составляет 15 км.
Берёт начало из озера Верхнее Сурьярви.
В 7,3 км от устья, по левому берегу реки впадает река Чортуй.

## Данные водного реестра
По данным государственного водного реестра России относится к Баренцево-Беломорскому бассейновому округу, водохозяйственный участок реки — Тулома от истока до Верхнетуломского гидроузла, включая Нот-озеро. Речной бассейн реки — бассейны рек Кольского полуострова, впадает в Баренцево море.
Код объекта в государственном водном реестре — 02010000312101000001882.